# Parti communiste martiniquais
Le Parti communiste martiniquais est un parti politique martiniquais fondé en 1957. Son actuel dirigeant est Georges Erichot, secrétaire général du parti.

## Historique

### Naissance du mouvement communiste en Martinique
Le 19 décembre 1919, le philosophe et avocat Jules Monnerot, le docteur Juvénal Linval, Léopold Bissol et Joseph Del fondent le groupe Jean Jaurès. Ils se séparent ainsi de la Fédération socialiste de la Martinique de Joseph Lagrosillière qui avait signé avec l'Usinier Fernand Clerc un pacte électoral. Après le Congrès de Tours en 1920, Il change de nom et s’appelle Groupe communiste dès janvier 1921. C'est ainsi qu'est né le mouvement communiste à la Martinique. En 1920, ce groupe fonde le journal Justice.
Le 10 janvier 1934 a lieu l'assassinat d'André Aliker, militant communiste et rédacteur en chef du journal Justice, après qu'il eut révélé dans Justice le scandale Aubéry-Lareinty.

### Région communiste de la Martinique
En 1936, on assiste à la fusion de deux mouvements communistes, le groupe Jean Jaurès, mené par Jules Monnerot et le Front Commun composé de Thélus Léro, René Ménil, Georges Gratiant et Victor Lamon pour former la Région communiste de la Martinique, l'équivalent d'une fédération communiste locale. Thélus Léro en devient le secrétaire fédéral, fonction qu'il occupera jusqu'en 1946. La même année, des militants communistes fondent l'Union des syndicats de Martinique, affiliée à la Confédération générale du travail.

### Période de gloire
À la fin de la Seconde Guerre mondiale, les communistes vont devenir la première force politique de la Martinique. Léopold Bissol et Aimé Césaire sont élus députés à l'Assemblée nationale. Thélus Léro est élu sénateur en 1946. Aux élections cantonales, les communistes martiniquais remportent également 14 sièges sur 36 au Conseil général de la Martinique et Georges Gratiant est élu président. Aux élections municipales de 1945, Aimé Césaire est élu maire de Fort-de-France, Fernand Guilon maire du Lamentin, Albert Crétinoir maire de Basse-Pointe. En 1947 Georges Fitt-Duval est élu maire de Saint-Esprit et en 1950 Edgar Nestoret est élu maire du Morne-Rouge. En 1965, Cévère Cerland est élu maire de Macouba.
En 1946, Georges Gratiant devient le premier président du Conseil général de la Martinique du nouveau département de la Martinique.
En 1956, Aimé Césaire rompt avec le Parti communiste français et quitte la Fédération communiste de la Martinique pour former le Parti progressiste martiniquais.

### Parti communiste martiniquais

#### De 1957 à 1960
- Les 21 et 22 septembre 1957 à sa première conférence, la fédération de la Martinique du Parti communiste français, se transforme en Parti communiste martiniquais. Ses fondateurs sont le député communiste Léopold Bissol[3], Georges Gratiant, René Ménil et Victor Lamon.

- Au début des années 1960, le PCM est devenu le plus grand parti à la Martinique. En 1971, le parti dirige quatre municipalités, dont Le Lamentin. La force du PCM fut fondée sur ses organisations de masse, la Confédération générale du travail de la Martinique, l'Union des jeunes communistes martiniquais et l'Union des femmes de la Martinique. Le PCM mène alors un important travail parmi les ouvriers agricoles de la Martinique.

- Camille Sylvestre est le premier secrétaire-général du PCM.

- Le 14 février 1960, le PCM adopte un nouveau projet de statut pour la Martinique. Son mot d'ordre est l'autonomie, autrement dit la Martinique doit devenir un territoire fédéré à la République Française. Les pouvoirs du territoire seraient exercés par une Assemblée Législative et par un Conseil de Gouvernement.

- 1960 : Armand Nicolas, professeur d'histoire est élu secrétaire général.

#### Années 1960, 1970 et 1980
- Du 16 au 18 août 1971, le Parti communiste martiniquais accueille ses homologues de Guadeloupe, Guyane et La Réunion au Morne-Rouge et dresse le bilan de la départementalisation lors de la Convention du Morne-Rouge.

#### Années 1990
- 1990 : Georges Erichot est élu secrétaire général.
- 1991 : le PCM propose un projet du statut érigeant la Martinique en collectivité territoriale.
- 1992 : lors des régionales en mars le PCM obtient quatre sièges et Émile Capgras, conseiller municipal du Robert et doyen de l'Assemblée est élu président du Conseil régional au bénéfice de l'âge[4].
- Aux élections européennes de 1994, Georges Erichot était le douzième sur la liste du Parti communiste français[5].
- En 1998, lors des élections régionales le Parti communiste martiniquais s'allie au MODEMAS, un parti indépendantiste, en présentant une liste commune intitulée « Sanblé Pou Matinik » conduite par Émile Capgras, le président du Conseil régional sortant, mais cette liste ne parviendra pas à dépasser la barre des 5 % et le PCM n'aura aucun élu au Conseil régional.
- En 1998, à la suite de désaccords avec Georges Erichot, secrétaire général du PCM, Pierre Samot, maire du Lamentin, fonde avec quelques dissidents son propre parti politique, Bâtir le pays Martinique. Cette scission va affaiblir le Parti communiste martiniquais.

#### Années 2010
En 2015, lors des premières élections territoriales, le PCM participe à une coalition électorale avec le Mouvement indépendantiste martiniquais (MIM), le Rassemblement démocratique pour la Martinique (RDM), le Parti pour la libération de la Martinique (PALIMA) et Martinique Écologie. La liste Gran Sanblé est conduite par Alfred Marie-Jeanne, président du MIM, député, ancien président du conseil régional, ancien conseiller général. Les têtes de la liste sont Claude Lise, secrétaire général du RDM, ancien député, ancien président du conseil général, ancien sénateur, pour la section du Nord, Alfred Marie-Jeanne pour la section du Centre, Francis Carole, président du PALIMA, ancien conseiller général et conseiller régional sortant pour la section de Fort-de-France, et Jean-Philippe Nilor porte-parole du MIM, député, pour la section du Sud. 
Au premier tour, la liste obtient 36 523 voix, soit 30,28 %. La coalition fait une alliance électorale avec la liste conduite par Yan Monplaisir des Républicains. La liste fusionnée est nommée Gran Sanblé pou ba péyi-a an chans. Ensemble ils obtiennent au second tour 83 541 voix, soit 50,14 %, et 33 sièges sur 51 à l'assemblée. Le PCM obtient 1 élu à l'Assemblée avec Michel Branchi. Alfred Marie-Jeanne devient le 1er président du conseil exécutif nouvellement créé, tandis que Claude Lise du RDM devient le 1er président de la nouvelle assemblée.

## Grandes figures du PCM
- Jules Monnerot, avocat, philosophe et journaliste
- René Ménil, philosophe
- Georges Gratiant, avocat, ancien maire, président du Conseil général
- Léopold Bissol, ancien député
- Thélus Léro, ancien sénateur
- André Aliker, journaliste
- Émile Capgras, président du Conseil régional de Martinique (1992-1998)
- Juvénal Linval, médecin
- Victor Lamon, syndicaliste
- Georges Fitt-Duval, écrivain, maire et conseiller général du Saint-Esprit
- Georges Mauvois, avocat, romancier, dramaturge
- Camille Sylvestre, ancien secrétaire général du PCM
- Armand Nicolas, historien et ancien secrétaire général du PCM

- Georges Lafare, historien, président du cercle Frantz Fanon (1928-2020)

## Organisation
Le PCM a été construit selon les principes du centralisme démocratique. Le congrès du parti est l'organe suprême de prise de décision. Le congrès du parti élit un comité central et le secrétaire général. Le parti publie l'hebdomadaire Justice.

## Résultats électoraux

### Élections législatives
| Année | 1er tour | 1er tour | 2d tour | 2d tour | Sièges | Rang | Gouvernement |
| Année | Voix     | %        | Voix    | %       | Sièges | Rang | Gouvernement |
| ----- | -------- | -------- | ------- | ------- | ------ | ---- | ------------ |
| 1958  | 11 338   | 19,88    | 8 862   | 20,97   | 0 / 3  | 3e   | Opposition   |
| 1962  | 10 510   | 21,75    | 7 798   | 17,90   | 0 / 3  | 3e   | Opposition   |
| 1967  | 13 802   | 16,34    | 12 763  | 47,49   | 0 / 3  | 3e   | Opposition   |
| 1968  | 13 342   | 16,89    |         |         | 0 / 3  | 4e   | Opposition   |
| 1973  | 12 626   | 14,07    |         |         | 0 / 3  | 4e   | Opposition   |
| 1978  | 9 855    | 9,70     |         |         | 0 / 3  | 4e   | Opposition   |
| 1981  | 4 139    | 6,44     |         |         | 0 / 3  | 5e   | Opposition   |
| 1986  | 56 044   | 51,18    |         |         | 0 / 4  | 1er  | Opposition   |
| 1988  | 1 099    | 1,34     |         |         | 0 / 4  | 7e   | Opposition   |
| 1993  | 4 879    | 4,90     |         |         | 0 / 4  | 8e   | Opposition   |
| 1997  | 4 427    | 4,74     | 7 410   | 6,39    | 0 / 4  | 6e   | Opposition   |